# Tsubasa Shibuya
Tsubasa Shibuya (渋谷 飛翔 Shibuya Tsubasa?), född 27 januari 1995 i Tokyo prefektur, är en japansk fotbollsmålvakt som spelar för Nagoya Grampus.

## Karriär
Shibuya började sin karriär 2013 i Yokohama FC. Han spelade 25 ligamatcher för klubben. 
I januari 2017 värvades Shibuya av Nagoya Grampus.